# كايتلين فورد
كايتلين جاد فورد (ولدت في 11 نوفمبر 1994) هي لاعبة كرة قدم أسترالية محترفة تلعب كمهاجم لنادي أرسنال والمنتخب الأسترالي، وكانت أصغر أسترالية تلعب في كأس العالم عندما مثلت أستراليا في كأس العالم للسيدات 2011 عن عمر 16 عامًا.

## روابط خارجية
- كايتلين فورد على موقع الاتحاد الدولي (مؤرشف)  (الإنجليزية)
- كايتلين فورد على موقع الاتحاد الأوربي (الإنجليزية)
- كايتلين فورد على موقع قاعدة بيانات كرة القدم.إي يو (الإنجليزية)
- كايتلين فورد على موقع Soccerway.com (الإنجليزية)
- كايتلين فورد على موقع اللجنة الأولمبية الدولية (الإنجليزية)
- كايتلين فورد على موقع أوليمبيديا (الإنجليزية)
- كايتلين فورد على موقع اللجنة الأولمبية الأسترالية (الإنجليزية)